# Keith Lee (catch)
Pour les articles homonymes, voir Keith Lee et Lee.
 (juin 2021).
Keith Lee (né le 8 novembre 1984 à Wichita Falls, Texas) est un catcheur et acteur américain. Il travaille actuellement à la All Elite Wrestling.

## Carrière de catcheur

### Ring of Honor (2015-2017)
Lors de Field Of Honor 2016, ils participent à un Gauntlet Match pour les ROH World Tag Team Championship remportés par The Addiction (Christopher Daniels et Frankie Kazarian).

### Evolve (2017-2018)
Lors de Evolve 94, il devient le nouveau champion WWN en battant Matt Riddle dans un Last Man Standing Match

### Pro Wrestling Guerrilla (2017-2018)
Lors de PWG Game Over, Man, il perd face à Jeff Cobb.
Il participe ensuite au Battle of Los Angeles 2017, où il bat WALTER dans son match de premier tour. Lors du second tour, il bat Donovan Dijak. Lors des demi-finales, il bat Rey Fénix. Lors de la finale, il perd contre Ricochet dans un Three Way Elimination match qui comprenaient également Jeff Cobb et ne remporte donc pas le tournoi.
Lors de Time Is A Flat Circle, il bat Chuck Taylor et remporte le PWG World Championship. Lors de All Star Weekend 14 - Tag 1, il bat Hangman Page. Lors de PWG All Star Weekend 14 - Tag 2, il perd son titre contre WALTER dans un Three Way Match qui comprenaient également Jonah Rock.

### Revolution Pro Wrestling (2017-2018)
Lors de RevPro/NJPW Global Wars 2017 - Tag 1, il perd contre Tomohiro Ishii. Lors de RevPro/NJPW Global Wars 2017 - Tag 2, lui et Yūji Nagata perdent contre Los Ingobernables de Japón (Bushi et Tetsuya Naitō). Lors de Epic Encounter 2018, il perd contre Tomohiro Ishii et ne remporte pas le RPW British Heavyweight Championship.

### World Wrestling Entertainment (2018-2021)

#### Passage à laNXT(2018-2020)

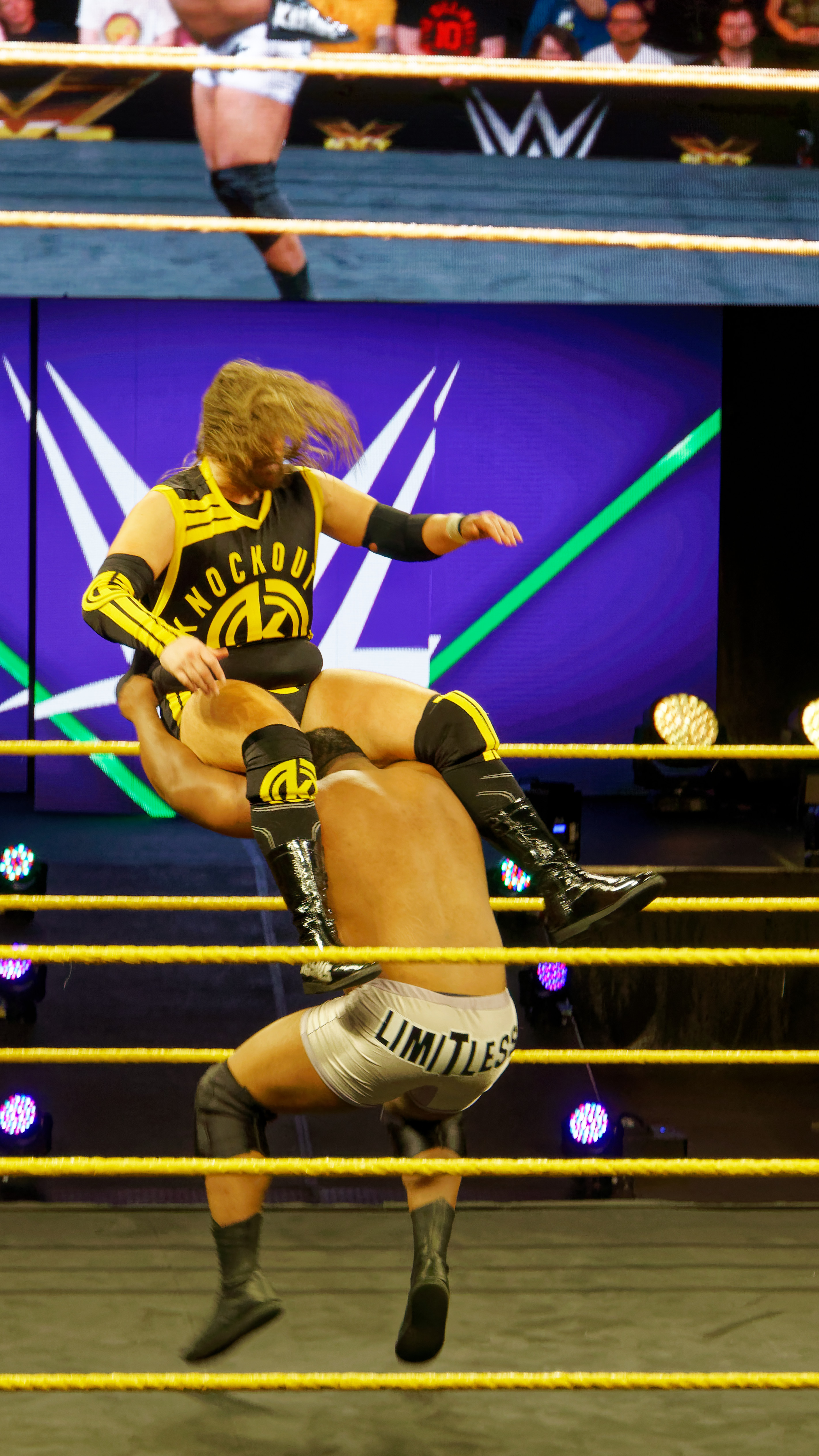
Lee portant la Spirit Bomb sur Kassius Ohno

Avant de signer officiellement avec la WWE, Lee fait une apparition à la télévision de la WWE en 2009 dans un angle où Triple H, Vince McMahon et Shane McMahon affrontaient The Legacy (Randy Orton, Cody Rhodes et Ted DiBiase). Il fait partie de l'équipe de sécurité devant empêcher la famille McMahon d'attaquer The Legacy. Le 16 juin 2018, Lee est dans le public au cours de NXT TakeOver: Chicago II et confirme qu'il a signé un contrat avec la World Wrestling Entertainment (WWE).
Il entame une rivalité avec Dominik Dijakovic en février 2019.
Lors du NXT Takeover : WarGames II, il fait partie de l'équipe de Tommaso Ciampa et bat l'Undisputed Era. Le lendemain, à Survivor Series, il fait partie de l'équipe NXT lors du 15 Men Elimination Tag Team match où NXT est pour la première fois présente lors de ce show. Il sera le dernier survivant, éliminera Seth Rollins mais se fera éliminer par Roman Reigns qui gagnera le match pour l'équipe de SmackDown. Le 22 janvier 2020 à NXT, il bat Roderick Strong afin de remporter son premier championnat à la WWE, le NXT North American Championship. Lors du Royal Rumble 2020, il entre dans le Royal Rumble en 12ème position, mais il se fait éliminer par Brock Lesnar.
Lors de NXT TakeOver: Portland, il conserve son titre contre Dominik Dijakovic.
Lors de NXT TakeOver: In Your House, il conserve son titre contre Johnny Gargano.
Le 8 juillet à NXT, il affrontera Adam Cole pour le NXT North American Championship et le NXT Championship.
Le 8 juillet lors de NXT : The Great American Bash, il bat Adam Cole et devient le tout premier homme à devenir NXT North American Champion et Champion de la NXT.
Le 22 juillet à NXT, il abandonne le NXT North American Championship.
Lors de Takeover XXX, il perd son titre de champion de la NXTcontre Karrion Kross.

#### Débuts àRawet départ (2020-2021)
Le 24 août à Raw, il fait officiellement ses débuts dans le show rouge en perdant face à Randy Orton par disqualification, à la suite d'une attaque extérieure de Drew McIntyre sur The Viper.[réf. nécessaire] Le 30 août à Payback, il bat Randy Orton.
Le 22 novembre aux Survivor Series, l'équipe Raw (AJ Styles, Sheamus, Braun Strowman, Riddle et lui) bat l'équipe SmackDown (Kevin Owens, Jey Uso, King Corbin, Seth Rollins et Otis) dans un 5-Men Traditional Survivor Series Elimination Match.
Le 21 février, il est finalement retiré du Triple Threat Match pour le titre des États-Unis de la WWE à Elimination Chamber, due à une blessure dont la nature est inconnue.
Le 19 juillet à Raw, il effectue son retour de blessure, après 7 mois d'absence, en répondant à l'Open Challenge de Bobby Lashley pour le titre de la WWE, mais perd face à ce dernier, ne remportant pas le titre.
Le 4 novembre, la WWE annonce son renvoi, ainsi que celui de B-Fab, Ember Moon, Eva Marie, Franky Monet, Gran Metalik, Harry Smith, Jeet Rama, Jessi Kamea, Karrion Kross, Katrina Cortez, Lince Dorado, Mia Yim, Nia Jax, Oney Lorcan, Scarlett Bordeaux, Trey Baxter et Zeyda Ramier.

### All Elite Wrestling (2022-...)

#### Débuts, alliance avec Swerve Strickland et champion du monde par équipe de la AEW (2022)
Le 10 février 2022 à Dynamite, il fait ses débuts à la All Elite Wrestling en battant Isiah Kassidy, se qualifiant pour le Face of the Revolution Ladder Match à Revolution. Le jour même, il signe officiellement avec la compagnie. Le 6 mars à Revolution, il ne remporte pas l'anneau, gagné par Wardlow dans un Face of the Revolution Ladder Match. Le 25 mars à Rampage, il vient en aide à Swerve Strickland, attaqué par Ricky Starks et Powerhouse Hobbs après avoir perdu face au premier pour le titre poids-lourds FTW de la ECW, et forme une alliance avec celui-ci.
Le 29 mai à Double or Nothing, Swerve Strickland et lui ne remportent pas les titres mondiaux par équipe de la AEW, battus par Jurassic Express (Jungle Boy et Luchasaurus) dans un 3-Way Tag Team Match, qui inclut également la Team Taz (Ricky Starks et Powerhouse Hobbs). Le 26 juin lors du pré-show à AEW × NJPW: Forbidden Door, ils battent Suzuki-gun (El Desperado et Yoshinobu Kanemaru).
Le 13 juillet à Fyter Fest - Night 1, ils deviennent les nouveaux champions du monde par équipe de la AEW en battant les Young Bucks et la Team Taz dans un 3-Way Tag Team Match, remportant les titres pour la première fois de leurs carrières et leurs premiers titres par équipe. Le 4 septembre à All Out, ils conservent leurs titres en battant The Acclaimed (Anthony Bowens et Max Caster). Le 21 septembre à Dynamite: Grand Slam, ils perdent le match revanche face à ses mêmes adversaires, ne conservant pas leurs titres.
Le 26 octobre à Dynamite, ils battent FTR (Cash Wheeler et Dax Harwood) et deviennent aspirants n°1 aux titres mondiaux par équipe de la AEW à Full Gear. Pendant le combat, son équipier effectue un Heel Turn en portant un Low-Blow au second adversaire. Le 7 novembre à Full Gear, ils ne remportent pas les titres mondiaux par équipe de la AEW, battus par les Acclaimed. Le 21 décembre à Dynamite: Holiday Bash, son alliance avec Swerve Strickland se termine officiellement, car il se fait attaquer par Parker Bourdreaux et Trench, les deux nouveaux compères de son ex-partenaire.

#### Retour en solo (2023-...)
Le 17 février 2023 à Rampage, après la victoire de Dustin Rhodes sur son ancien équipier par disqualification, il effectue son retour après un mois et demi d'absence, et vient en aide au premier en attaquant la faction de Swerve Strickland.
Le 28 mai à Double or Nothing, il ne remporte pas le titre International de la AEW, battu par Orange Cassidy dans un 21-Man Blackjack Battle Royal.
Le 1er octobre lors du pré-show à WrestleDream, Athena, Billie Starkz, Satoshi Kojima et lui battent Diamante, Mercedes Martinez, Shane Taylor et Lee Moriarty dans un 8-Person Mixed Tag Team match.

## Carrière d'acteur
En 2020, Keith Lee interprète son propre rôle dans le film Le Catcheur masqué aux côtés des catcheurs de la WWE, The Miz, Kofi Kingston et Sheamus.

## Palmarès
- All Elite Wrestling
  - 1 fois champion du monde par équipe de la AEW - avec Swerve Strickland

- Inspire Pro Wrestling
  - 1 fois Inspire Pro Pure Prestige Championship

- North American Wrestling Allegiance
  - 1 fois NAWA Tag Team Championship avec Li Fang

- Pro Wrestling Guerrilla
  - 1 fois PWG World Championship

- VIP Wrestling
  - 1 fois VIP Heavyweight Championship
  - 1 fois VIP Tag Team Championship avec Shane Taylor

- World Wrestling Entertainment
  - 1 fois NXT Champion
  - 1 fois NXT North American Champion

- WWNLive
  - 1 fois WWN Championship

- Xtreme Championship Wrestling
  - 1 fois XCW Heavyweight Championship
  - 1 fois XCW TNT Championship

## Récompenses des magazines
- Pro Wrestling Illustrated

| Année | 2017 | 2018 | 2019 | 2020 | 2021 | 2022 |
| ----- | ---- | ---- | ---- | ---- | ---- | ---- |
| Rang  | 100  | 59   | 157  | 11   | 24   | 80   |

- Wrestling Observer Newsletter

| # | Résultat | Adversaire    | Évènement                              | Date             | Durée | Lieu               | Notes |
| - | -------- | ------------- | -------------------------------------- | ---------------- | ----- | ------------------ | ----- |
| 1 | Victoire | Donovan Dijak | PWG Battle Of Los Angeles 2017 - Tag 3 | 3 septembre 2017 | 21:42 | Reseda, Californie |       |

## Filmographie
- 2020 : Le Catcheur masqué (The Main Event) de Jay Karas : Smooth Operator

## Vie privée
Il est actuellement en couple et marié avec la catcheuse de la World Wrestling Entertainment, Mia Yim.